# SV Stripfing
Der Sportverein Stripfing/Weiden ist ein Fußballverein aus der niederösterreichischen Gemeinde Deutsch-Wagram im Bezirk Gänserndorf. Der Verein gehört dem Niederösterreichischen Fußballverband (NÖFV) an und spielt seit der Saison 2023/24 in der 2. Liga.

## Geschichte
Der SV Stripfing wurde 1951 gegründet. Ohne nennenswerte Erfolge verbrachte man die ersten 50 Jahre in den Tiefen des niederösterreichischen Unterhauses. Die Saison 2007/08 beendete Stripfing auf dem sechsten Tabellenrang in der 2. Klasse, der achthöchsten Spielklasse und zugleich der niedrigsten für das Gebiet von Stripfing. In der Saison 2008/09 belegte man den 15. Rang und war somit Vorletzter. Die Saison 2009/10 beendete man als Zehnter von zwölf Vereinen. In der Saison 2010/11 wurde man hinter dem SV Gänserndorf Vizemeister der 2. Klasse Marchfeld B. In der Saison 2011/12 konnte man ohne Niederlage Meister der 2. Klasse Marchfeld werden und somit in die siebtklassige 1. Klasse aufsteigen.
In der ersten Saison in der 1. Klasse Nord verlor man ebenfalls kein einziges Spiel und stieg als Meister 2013 in die sechsthöchste Spielklasse, die Gebietsliga, auf. Dort konnte man den Erfolgslauf fortsetzen und als Meister der Gebietsliga Nord/Nordwest stieg man nach nur einer Saison 2014 in die 2. Landesliga auf. Damit war der Durchmarsch von Stripfing auch beendet, die Saison 2014/15 beendete man in der 2. Landesliga Ost auf dem fünften Tabellenrang, auf Meister FCM Traiskirchen hatte man vier Punkte Rückstand.
In der Saison 2015/16 konnte man jedoch mit fünf Punkten Vorsprung auf Verfolger ASK-BSC Bruck/Leitha Meister werden und somit in die Landesliga aufsteigen. In der ersten Saison in der vierthöchsten Spielklasse belegte man den fünften Tabellenrang, mit dem Aufstieg hatte man jedoch mit 20 Punkten Rückstand auf Meister Bruck/Leitha nichts zu tun. Allerdings gewann man in dieser Saison nach einem Sieg im Finale gegen den ASK Ybbs den niederösterreichischen Cup und war somit in der Saison 2017/18 erstmals im ÖFB-Cup vertreten. Dort schied man in der ersten Runde gegen den Zweitligisten SC Austria Lustenau aus. In der Liga verpasste man in der Saison 2017/18 den Meistertitel denkbar knapp: Punktegleich mit dem SV Leobendorf entschied die Tordifferenz zugunsten von Leobendorf.

### Aufstieg in die Regionalliga Ost
In der Saison 2018/19 sicherten sich die Marchfelder unter Trainer Erwin Cseh bei nur zwei Niederlagen mit einem Vorsprung von 13 Punkten vor dem Kremser SC den Meistertitel in der Landesliga. Damit stiegen sie in die Regionalliga Ost auf. Der Kader der Meistermannschaft setzte sich aus folgenden Spielern zusammen: Matthias Sadilek (26 Einsätze), Jozef Grujbár (4); Mario Fürthaler (26), Thomas Weber (26), Danijel Vukasinovic (11), Michael Popp (28), René Herbst (30), Michael Augustin (13), Jan Hofbauer (20); Patrick Haas (30), Ersan Gültekin (6), Sinan Yilmaz (25), Tomislav Juric (5), Oliver Mohr (28), Piotr Pawlowski (4), Salih Önsoy (16), Peter Hammerschmidt (1), Daniel Kalajdzic (10); Edin Salkić (10), Benjamin Sulimani (25), Ingo Klemen (14), Marco Miesenböck (27), Emanuel Rajdl (19), Miralem Nakicevic (3), Rene Kriwak (1). Die erfolgreichsten Torschützen waren Benjamin Sulimani (24 Treffer), vor Marco Miesenböck (11) und Emanuel Rajdl (7).
Nachdem Stripfing für die Regionalliga eine zweite Mannschaft benötigt, wurde eine Spielgemeinschaft mit dem FC Angern gebildet, die in der 1. Klasse Nord (7. Leistungsstufe) an der Meisterschaft teilnimmt.

### Aufstieg in die 2. Liga
Am 12. Mai 2023 stand der erste Meistertitel in der Regionalliga fest, nachdem der Zweitplatzierte TWL Elektra in Draßburg eine Niederlage erlitten hatte. Am 16. Mai 2023 erhielt der SV Stripfing schließlich in dritter Instanz die Lizenz für die 2. Liga und spielte damit erstmals in der Vereinsgeschichte im österreichischen Profifußball. Um die nötigen Auflagen zu erfüllen, trug der Verein seine Heimspiele fortan am FAC-Platz aus und plante einen Ausbau des eigenen Stadions. Im Sommer 2023 ging der österreichische Bundesligist FK Austria Wien eine Kooperation mit dem SV Stripfing ein, um talentierten Nachwuchsspielern der Austria weiterhin Spielpraxis auf professionellem Niveau zu ermöglichen. Parallel dazu trat die zweite Mannschaft der Austria, die Young Violets, nach einem Abstieg fortan in der drittklassigen Regionalliga Ost an, um Akademiespielern dort erste Erfahrungen im Erwachsenenfußball zu ermöglichen.
Im März 2024 verlegte der SV Stripfing seinen Vereinssitz aus Weikendorf nach Deutsch-Wagram. Die erste Saison im Profifußball schloss Stripfing auf dem 13. Tabellenplatz ab, was den Klassenerhalt bedeutete. Auch in der nachfolgenden Spielzeit 2024/25 reichte ein 13. Platz für den Klassenerhalt. Nach zwei Jahren gab die Austria im Juni 2025 bekannt, die Kooperation mit Stripfing mit sofortiger Wirkung aufzulösen. Dem vorausgegangen war der Wiederaufstieg der Young Violets in die österreichische 2. Liga, womit das bisherige Kooperationsmodell nicht mehr umsetzbar war, da nun beide Teams – die Young Violets und Stripfing – in derselben Liga antreten würden.
Kurz darauf gab der Verein bekannt, den Spielbetrieb seiner zweite Mannschaft, die mittlerweile in die achtklassige 2. Klasse Marchfeld abgestiegen war, vorläufig einzustellen.
Im Juli 2025 wurde die Zahlungsunfähigkeit von Erich Kirisits bekannt, der den Klub als Geldgeber von der achthöchsten Spielklasse bis in den Profifußball geführt hatte. Die Insolvenz des Hauptsponsors stellt den Fortbestand des Profiklubs infrage und könnte erhebliche strukturelle und sportliche Konsequenzen nach sich ziehen. Zum Zeitpunkt der Konkurseröffnung waren mögliche Konsequenzen für Verein noch nicht absehbar.

### Trainerhistorie seit 2011

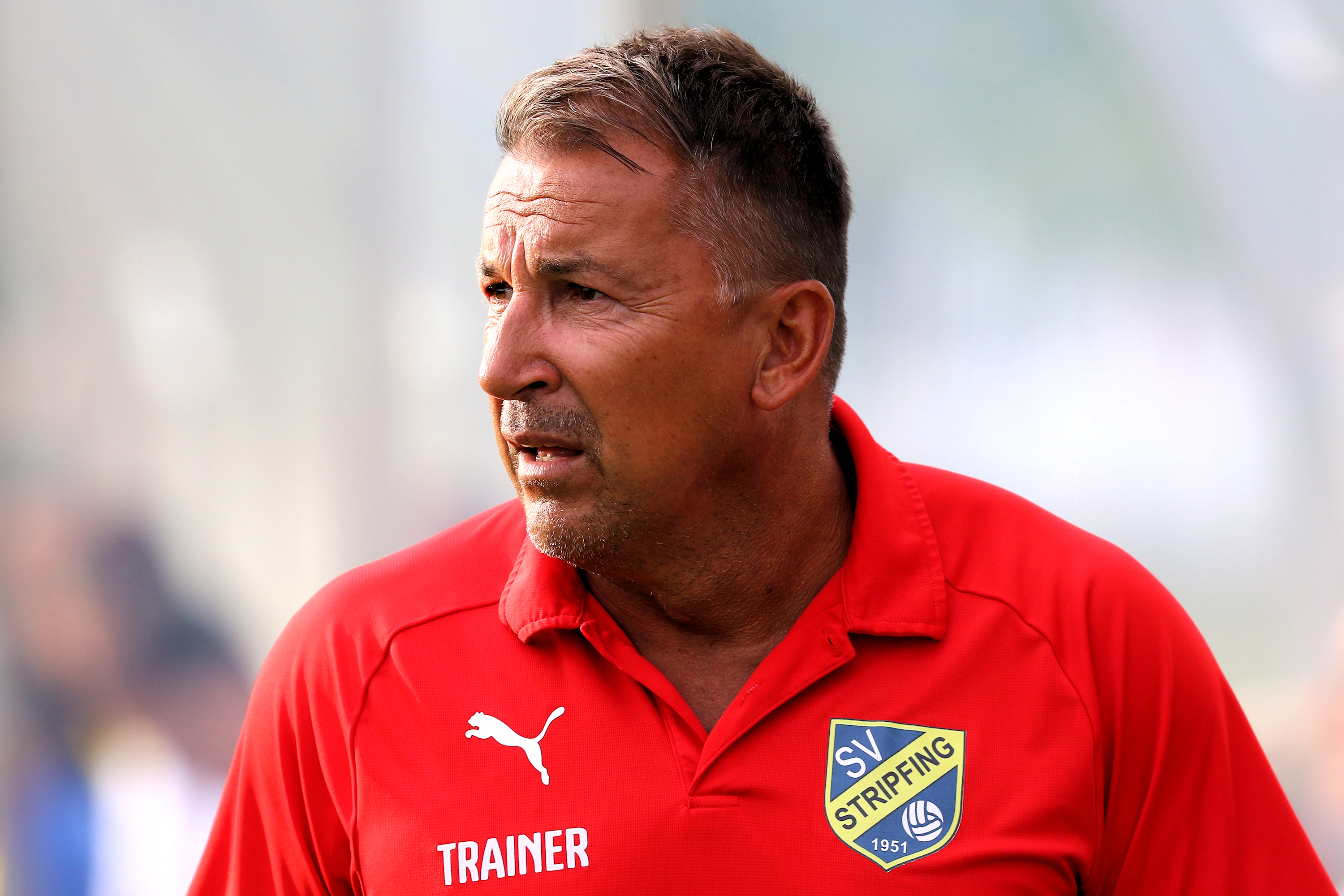
Erwin Cseh führte den Verein in die Regionalliga Ost

Quelle
| von        | bis        | Trainer               | Erfolge                                                   |
| ---------- | ---------- | --------------------- | --------------------------------------------------------- |
| 09.05.2011 | 30.06.2012 | Franz Weber           | Meister 2. Klasse Marchfeld                               |
| 01.07.2012 | 30.06.2015 | Werner Gössinger      | Meister 1. Klasse Nord, Meister Gebietsliga Nord/Nordwest |
| 01.07.2015 | 25.09.2016 | Günter Schießwald     | Meister 2. Landesliga Ost                                 |
| 30.09.2016 | 30.06.2017 | Kurt Garger           |                                                           |
| 01.07.2017 | 09.12.2017 | Erwin Cseh            |                                                           |
| 11.12.2017 | 02.05.2018 | Andreas Lipa          |                                                           |
| 03.05.2018 | 31.12.2019 | Erwin Cseh            | Meister 1. Landesliga                                     |
| 01.01.2020 | 22.06.2020 | Hannes Friesenbichler |                                                           |
| 01.07.2020 | 30.06.2022 | Hans Kleer            |                                                           |
| 01.07.2022 | 30.06.2023 | Goran Djuricin        | Meister Regionalliga Ost                                  |
| 01.07.2023 | 02.01.2024 | Christian Wegleitner  |                                                           |
| 05.01.2024 | 15.04.2024 | Maximilian Uhlig      |                                                           |
| 15.04.2024 | 30.06.2024 | Florian Hart          |                                                           |
| 01.07.2024 | 11.10.2024 | Iñaki Bea             |                                                           |
| 14.10.2024 | 20.12.2024 | Alexander Grünwald    |                                                           |

## Kampfmannschaft

### Trainerteam
Stand: 2. Juli 2025
| Funktion       | Name            | Geburtsdatum | Nationalität | beim Verein seit | letzter Verein      |
| -------------- | --------------- | ------------ | ------------ | ---------------- | ------------------- |
| Trainer        | Emin Sulimani   | 04.08.1986   | Osterreich   | 12/2024          | FC Hertha Wels      |
| Co-Trainer     | Nizar Ben Nasra | 02.08.1987   | Osterreich   | 01/2025          | NWZ Stripfing U-18  |
| Torwarttrainer | Fabio Wirtitsch | 26.05.1996   | Osterreich   | 07/2024          | Floridsdorfer AC II |

### Aktueller Kader
Stand: 8. August 2025
| Rücken- nummer | Name                    | Geburtsdatum | Nationalität | beim Verein seit | letzter Verein                     |
| Torhüter       | Torhüter                | Torhüter     | Torhüter     | Torhüter         | Torhüter                           |
| -------------- | ----------------------- | ------------ | ------------ | ---------------- | ---------------------------------- |
| 12             | Antonio Basic           | 18.08.2005   | Osterreich   | 07/2023          | Floridsdorfer AC II                |
| 13             | Jonas Überbacher        | 29.04.2006   | Osterreich   | 07/2025          | Young Violets Austria Wien (Leihe) |
| Verteidigung   |                         |              |              |                  |                                    |
| 03             | Miloš Spasić            | 29.01.1998   | Osterreich   | 07/2025          | Floridsdorfer AC                   |
| 04             | Hidayet Cetinkaya       | 04.04.2006   | Osterreich   | 07/2025          | NWZ Stripfing                      |
| 14             | Florian Freissegger     | 26.03.2001   | Osterreich   | 07/2025          | SV Lafnitz                         |
| 18             | Lars Stöckl             | 13.11.2006   | Osterreich   | 07/2025          | Young Violets Austria Wien (Leihe) |
| 23             | Simon Furtlehner        | 25.08.2001   | Osterreich   | 07/2022          | ASK-BSC Bruck/Leitha               |
| 37             | Luka Koblar             | 08.08.1999   | Slowenien    | 07/2025          | FC Legnago Salus                   |
| 66             | Noah Steiner            | 26.02.1999   | Osterreich   | 07/2025          | First Vienna FC                    |
| Mittelfeld     |                         |              |              |                  |                                    |
| 05             | Mateus Cecchini Muller  | 25.02.2003   | Brasilien    | 07/2024          | Virtus Entella                     |
| 07             | Jurica Poldrugač        | 10.08.1997   | Kroatien     | 07/2025          | NK Varaždin                        |
| 10             | Christoph Knasmüllner   | 30.04.1992   | Osterreich   | 07/2025          | Admira Wacker                      |
| 16             | Luka Grasic             | 19.02.2007   | Osterreich   | 07/2025          | NK Slaven Belupo Koprivnica U-19   |
| 20             | Gabryel                 | 09.04.1999   | Brasilien    | 08/2024          | FC Dornbirn 1913                   |
| 24             | Kerim Abazovic          | 03.02.2004   | Osterreich   | 07/2024          | First Vienna FC                    |
| 27             | Konstantin Kerschbaumer | 01.07.1992   | Osterreich   | 09/2024          | Wolfsberger AC                     |
| 39             | Wilhelm Vorsager        | 29.06.1997   | Osterreich   | 02/2025          | Start Kristiansand                 |
| 47             | Dario Kreiker           | 07.01.2003   | Osterreich   | 07/2023          | FK Austria Wien                    |
| Angriff        |                         |              |              |                  |                                    |
| 09             | Rocco Sutterlüty        | 14.05.2004   | Osterreich   | 08/2025          | Young Violets Austria Wien (Leihe) |
| 17             | Gevorg Saribekyan       | 30.09.2007   | Osterreich   | 07/2025          | NWZ Stripfing                      |
| 21             | Darijo Pecirep          | 14.08.1991   | Kroatien     | 07/2022          | SK Austria Klagenfurt              |
| 49             | Yoann Beaka             | 06.04.2003   | Frankreich   | 07/2025          | FCM Aubervilliers                  |

### Transfers
Stand: 8. August 2025
| Zugänge: | Abgänge: |
| Sommer 2025 | Sommer 2025 |
| --- | --- |
| - Yoann Beaka (FCM Aubervilliers) - Florian Freissegger (SV Lafnitz) - Luka Grasic (NK Slaven Belupo Koprivnica U-19) - Christoph Knasmüllner (Admira Wacker) - Luka Koblar (FC Legnago Salus) - Jurica Poldrugač (NK Varaždin) - Miloš Spasić (Floridsdorfer AC) - Noah Steiner (First Vienna FC) - Lars Stöckl (Young Violets Austria Wien, Leihe) - Rocco Sutterlüty (Young Violets Austria Wien, Leihe) - Jonas Überbacher (Young Violets Austria Wien, Leihe) | - Timo Altersberger (SKN St. Pölten) - George Davies (SKU Amstetten) - Marco Djuricin (First Vienna FC) - Christian Gartner (SC-ESV Parndorf 1919) - Marco Hausjell (SKN St. Pölten) - Kilian Kretschmer (Schwarz-Weiß Bregenz) - Felix Orgolitsch (FC Marchfeld Donauauen) - Christian Ramsebner (SV Grün-Weiß Micheldorf) - Joshua Steiger (SKU Amstetten) - Carl Kouadio (vereinslos) - Anel Selimoski (vereinslos) - Osman Abdi (FK Austria Wien, Leih-Ende) - David Ewemade (FK Austria Wien, Leih-Ende) - Aleksa Ilić (Young Violets Austria Wien, Leih-Ende) - Kenan Jusic (Young Violets Austria Wien, Leih-Ende) - Abdoulaye Kanté (FK Austria Wien, Leih-Ende) - Philipp Maybach (FK Austria Wien, Leih-Ende) - Matteo Meisl (FK Austria Wien, Leih-Ende) - Luca Pazourek (FK Austria Wien, Leih-Ende) - Dejan Radonjic (FK Austria Wien, Leih-Ende) - Sanel Saljic (FK Austria Wien, Leih-Ende) - Matteo Schablas (FK Austria Wien, Leih-Ende) - Rocco Sutterlüty (Young Violets Austria Wien, Leih-Ende) - Moritz Wels (FK Austria Wien, Leih-Ende) - Florian Wustinger (FK Austria Wien, Leih-Ende) |

## Erfolge
- 2011/12 Meister der 2. Klasse Marchfeld und Aufstieg in die 1. Klasse Nord (7. Leistungsstufe)
- 2012/13 Meister der 1. Klasse Nord und Aufstieg in die Gebietsliga Nord/Nordwest (6. Leistungsstufe)
- 2013/14 Meister der Gebietsliga Nord/Nordwest und Aufstieg in die 2. Landesliga Ost (5. Leistungsstufe)
- 2015/16 Meister der 2. Landesliga Ost und Aufstieg in die 1. Landesliga (4. Leistungsstufe)
- 2018/19 Meister der 1. Landesliga und Aufstieg in die Regionalliga Ost (3. Leistungsstufe)
- 2022/23 Meister der Regionalliga Ost und Aufstieg in die 2. Liga (2. Leistungsstufe)